# Литературная гарнитура
Литературная (англ. Literaturnaya) — гарнитура, разработанная в конце 1930-х годов Анатолием Васильевичем Щукиным на основе шрифта Латинский «Словолитного заведения Бертгольд» (Санкт-Петербург, 1901), являвшегося кириллизованной версией шрифта Lateinisch фирмы H. Berthold (Берлин, 1899).
Впоследствии усовершенствована на Полиграфмаше Любовью Кузнецовой.
Наиболее распространённый шрифт в советской типографике: им набиралось до 50 % печатных изданий, включая научную, художественную, учебную и техническую литературу. После распада СССР была вытеснена Таймсом. С развитием компьютерного набора распространение получила гарнитура «Квант Антиква» (англ. Quant Antiqua), созданная на основе Литературной и выпущенная фирмой ПараТайп в 1989 году. От Литературной эта гарнитура отличается главным образом формой заглавных кириллических букв Ж, К, Я и латинской буквы R: у «Квант Антиквы» буквы имеют прямые нижние ветви в противоположность дугообразным нижним ветвям этих букв у Литературной.
С 1996 года цифровую версию гарнитуры под названием Literaturnaya распространяет фирма ПараТайп.

## Варианты гарнитуры
Гарнитура Литературная имела ряд вариантов, предназначавшихся для разных способов набора:
- ручного;
- буквоотливного машинного;
- строкоотливного машинного;
- строкоотливного крупнокегельного машинного;
- строкоотливного крупнокегельного ручного;
- фотонабора.

Варианты имели детальные отличия в рисунке глифов. Так, например, строчная буква т в курсивном начертании у вариантов ручного и строкоотливного машинного отличались тем, что у первого она имела рукописный вид (), а у второго — печатный (), то есть отличалась от таковой у прямого начертания лишь наклоном.

## Начертания
Гарнитура включает в себя несколько начертаний:
- нормальное прямое светлое,
- нормальное курсивное светлое,
- нормальное прямое полужирное,
- нормальное курсивное полужирное,
- узкое прямое полужирное,
- широкое прямое полужирное.